# Tometino Polje
Tometino Polje (en serbe cyrillique : Тометино Поље) est un village de Serbie situé dans la municipalité de Požega, district de Zlatibor. Au recensement de 2011, il comptait 294 habitants.

## Démographie
| 1948 | 1953 | 1961 | 1971 | 1981 | 1991 | 2002 | 2011 |
| ---- | ---- | ---- | ---- | ---- | ---- | ---- | ---- |
| 641  | 738  | 510  | 441  | 459  | 417  | 373  | 294  |

|  |